# Glyptoderma coelatum
Glyptoderma coelatum — вид грибів, що належить до монотипового роду  Glyptoderma.